# Inwendige energie
Inwendige energie, een begrip uit de thermodynamica, is een vorm van energie die verbonden is aan het bestaan van een systeem. Het is de som van alle vormen van energie die in het systeem aanwezig zijn, zoals de bindingsenergie en bewegingsenergie van de moleculen. Afgezien van een aantal ideale systemen is de totale interne energie van een systeem moeilijk te bepalen. Dit ligt anders voor de verandering in de totale interne energie.
De verandering in inwendige energie is indirect gedefinieerd door de eerste wet van de thermodynamica:
{\displaystyle \Delta U=Q-W}
hierin is
ΔU de verandering van inwendige energie gedurende het proces;
Q de warmte toegevoegd aan het systeem;
W de mechanische arbeid verricht door het systeem.
De wet wordt ook wel geschreven als {\displaystyle \Delta U=Q+W}, in welk geval W de mechanische arbeid verricht op het systeem voorstelt. Q en W zijn geen toestandsgrootheden, dat wil zeggen dat de toegevoerde warmte en de verrichte arbeid afhangen van het gevolgde traject tussen begin- en eindtoestand. Deze wegafhankelijkheden heffen elkaar op, zodat U wel een toestandsgrootheid is. Als op een reversibele manier een kleine hoeveelheid dQ warmte aan een systeem toegevoegd wordt, dan geldt:
{\displaystyle \delta Q=TdS}.
Hierin is T de temperatuur in kelvin en S de entropie in joule per kelvin; dit zijn wel toestandsgrootheden van het systeem. De arbeid die door het systeem wordt verricht als het volume op een reversibele manier wordt veranderd, is:
{\displaystyle \delta W=PdV}.
Hierbij is V het volume en P de druk in evenwichtstoestand. Het minteken duidt aan dat wanneer het volume van het systeem toeneemt, het systeem arbeid verricht op zijn omgeving en er een energietransfer van het systeem naar de omgeving plaatsvindt.
De inwendige energie verandering kan dus uitgedrukt worden als:
{\displaystyle dU=TdS-PdV}
Ook al is deze vergelijking is afgeleid voor het geval van reversibele verandering, de vergelijking is algemeen geldig. De inwendige energie is immers een toestandsgrootheid die voor een gegeven substantie uniek bepaald is als we de entropie en het volume specificeren. De bovenstaande vergelijking wordt ook wel de fundamentele thermodynamische relatie genoemd. 
Wordt deze totale differentiaal term voor term gelijkgesteld aan de standaard-uitdrukking voor dU(S,V):
{\displaystyle dU(S,V)={\frac {\partial U}{\partial S}}{\operatorname {d} S}+{\frac {\partial U}{\partial V}}{\operatorname {d} V}.}
dan:
{\displaystyle \left({\frac {\partial U}{\partial S}}\right)_{V}=T\,\,{\text{ (1)}}\,}
en:
{\displaystyle \left({\frac {\partial U}{\partial V}}\right)_{S}=-P\,\,{\text{ (2)}}}
Als we het aantal deeltjes in het systeem N ook als een onafhankelijke variabele beschouwen, dan moet dU geschreven worden als:
{\displaystyle dU=TdS-PdV+\mu dN}
waarbij μ de chemische potentiaal is. Op geheel vergelijkbare wijze kan μ geschreven worden als een partiële afgeleide van U:
{\displaystyle \mu \equiv \left({\frac {\partial U}{\partial N}}\right)_{S,V}\,\,{\text{ (3)}}}
Uit integratie van dU volgt dan dat:
{\displaystyle U=TS-PV+\mu N}
We kunnen dit als volgt inzien.
Stel dat we twee identieke systemen met identieke toestandsgrootheden samenvoegen. Dan wordt de inwendige energie van het gecombineerde systeem uiteraard twee keer zo groot (dit is overigens niet het geval wanneer de deeltjes in het systeem een lange drachts-interactie hebben zoals in geval van de zwaartekracht). De entropie, het volume en het aantal deeltjes worden dan ook twee keer zo groot. Deze variabelen worden daarom extensieve variabelen genoemd. De variabelen die hetzelfde blijven zijn de druk, de temperatuur en de chemische potentiaal. Deze variabelen worden daarom intensieve variabelen genoemd. Omdat U hier wordt geschreven als functie van uitsluitend de extensieve variabelen S, N en V geldt bij vermenigvuldiging daarvan met een willekeurige dimensieloze factor 1+ε:
{\displaystyle U\left((1+\epsilon )S,(1+\epsilon )V,(1+\epsilon )N\right)=(1+\epsilon )U\left(S,V,N\right)}
Door reeksontwikkelen tot op eerste orde in {\displaystyle \epsilon } krijgen we:
{\displaystyle U\left(S,V,N\right)+\epsilon \left[S\left({\frac {\partial U}{\partial S}}\right)_{V,N}+V\left({\frac {\partial U}{\partial V}}\right)_{S,N}+N\left({\frac {\partial U}{\partial N}}\right)_{S,V}\right]=\left(1+\epsilon \right)U\left(S,V,N\right)}
We zien dat de nulde orde term in {\displaystyle \epsilon } aan beide kanten identiek is aan {\displaystyle U\left(S,V,N\right)}. Als we de coëfficiënt van {\displaystyle \epsilon } aan beide kanten gelijkstellen en de uitdrukking (1), (2), en (3) voor de partiële afgeleiden van U substitueren, dan krijgen we:
{\displaystyle U=TS-PV+\mu N}

## Verandering van inwendige energie uitgedrukt in termen van verandering van temperatuur, volume of druk
Bovenstaande uitdrukkingen voor de inwendige energie hangen af van de entropie. In veel gevallen willen we weten hoe de inwendige energie verandert, als we de temperatuur veranderen en de druk gelijk houden. Of als we het volume veranderen en de temperatuur constant houden. Laten we eerst kijken naar een verandering in U als gevolg van een verandering in T en V.
We substitueren:
{\displaystyle dS=\left({\frac {\partial S}{\partial T}}\right)_{V}dT+\left({\frac {\partial S}{\partial V}}\right)_{T}dV}
in de fundamentele thermodynamische relatie.
Dit geeft:
{\displaystyle dU=T\left({\frac {\partial S}{\partial T}}\right)_{V}dT+\left[T\left({\frac {\partial S}{\partial V}}\right)_{T}-P\right]dV}
De term {\displaystyle T\left({\frac {\partial S}{\partial T}}\right)_{V}} is de warmtecapaciteit bij constant volume {\displaystyle C_{V}}. 
De partiële afgeleide van S naar V kan worden berekend als we de toestandsvergelijking kennen. Dit werkt als volgt. De fundamentele thermodynamische relatie impliceert dat een infinitesimale verandering van de helmholtzenergie F = U - T S voldoet aan:
{\displaystyle dF=-SdT-PdV}
S en P kunnen dus worden geschreven als partiële afgeleiden van F naar respectievelijk T en V. Als F tweevoudig continu differentieerbaar is, dan geldt:
{\displaystyle {\frac {\partial ^{2}F}{\partial T\partial V}}={\frac {\partial ^{2}F}{\partial V\partial T}}}
dat wil zeggen, het maakt niet uit in welke volgorde je de differentiaties uitvoert. Als we nu de tweede afgeleiden schrijven als de afgeleide van de eerste afgeleide en voor deze eerste afgeleiden -S en -P substitueren vinden we:
{\displaystyle \left({\frac {\partial S}{\partial V}}\right)_{T}=\left({\frac {\partial P}{\partial T}}\right)_{V}}
Dit geeft de uitdrukking:
{\displaystyle dU=C_{V}dT+\left[T\left({\frac {\partial P}{\partial T}}\right)_{V}-P\right]dV\,\,{\text{   (4)}}}
Deze uitdrukking is handig als de toestandsvergelijking bekend is.
Voor een ideaal gas geldt: {\displaystyle P=NkT/V}. Als we dit substitueren in de bovenstaande vergelijking zien we dat {\displaystyle dU=C_{v}dT}. De interne energie van een ideaal gas kan dus geschreven worden als een functie die alleen van de temperatuur afhangt.
In het geval van vloeistoffen en vaste stoffen is een uitdrukking in termen van de temperatuur en druk handiger. We kunnen dit bewerkstelligen door dV uit te drukken in termen van dP en dT. Nu is de partiële afgeleide van P naar T bij constante V een grootheid die voor vaste stoffen niet zo gemakkelijk is te meten, omdat het volume haast niet constant te houden is. We kunnen deze uitdrukking beter herschrijven in termen van de thermische expansiecoëfficiënt:
{\displaystyle \alpha \equiv {\frac {1}{V}}\left({\frac {\partial V}{\partial T}}\right)_{P}}
en de isothermische compressibiliteit:
{\displaystyle \beta _{T}\equiv -{\frac {1}{V}}\left({\frac {\partial V}{\partial P}}\right)_{T}}
door de volumeverandering te beschouwen als functie van de temperatuur- en drukverandering:
{\displaystyle dV=\left({\frac {\partial V}{\partial P}}\right)_{T}dP+\left({\frac {\partial V}{\partial T}}\right)_{P}dT=V\left(\alpha dT-\beta _{T}dP\right)\,\,{\text{  (5)}}}
Als we nu dV gelijkstellen aan nul en dP/dT oplossen vinden we::
{\displaystyle \left({\frac {\partial P}{\partial T}}\right)_{V}=-{\frac {\left({\frac {\partial V}{\partial T}}\right)_{P}}{\left({\frac {\partial V}{\partial P}}\right)_{T}}}={\frac {\alpha }{\beta _{T}}}\,\,{\text{   (6)}}}
Substitueren van (5) en (6) in (4) geeft:
{\displaystyle dU=\left(C_{P}-\alpha PV\right)dT+\left(\beta _{T}P-\alpha T\right)VdP}
Hier hebben we gebruikgemaakt van de relatie
{\displaystyle C_{P}=C_{V}+VT{\frac {\alpha ^{2}}{\beta _{T}}}}
tussen de warmtecapaciteit bij constante druk en volume. Zie hier voor een afleiding.